# 922 هـ
922 هـ هي سنة في التقويم الهجري امتدت مقابلةً في التقويم الميلادي بين سنتي 1516 و1517.

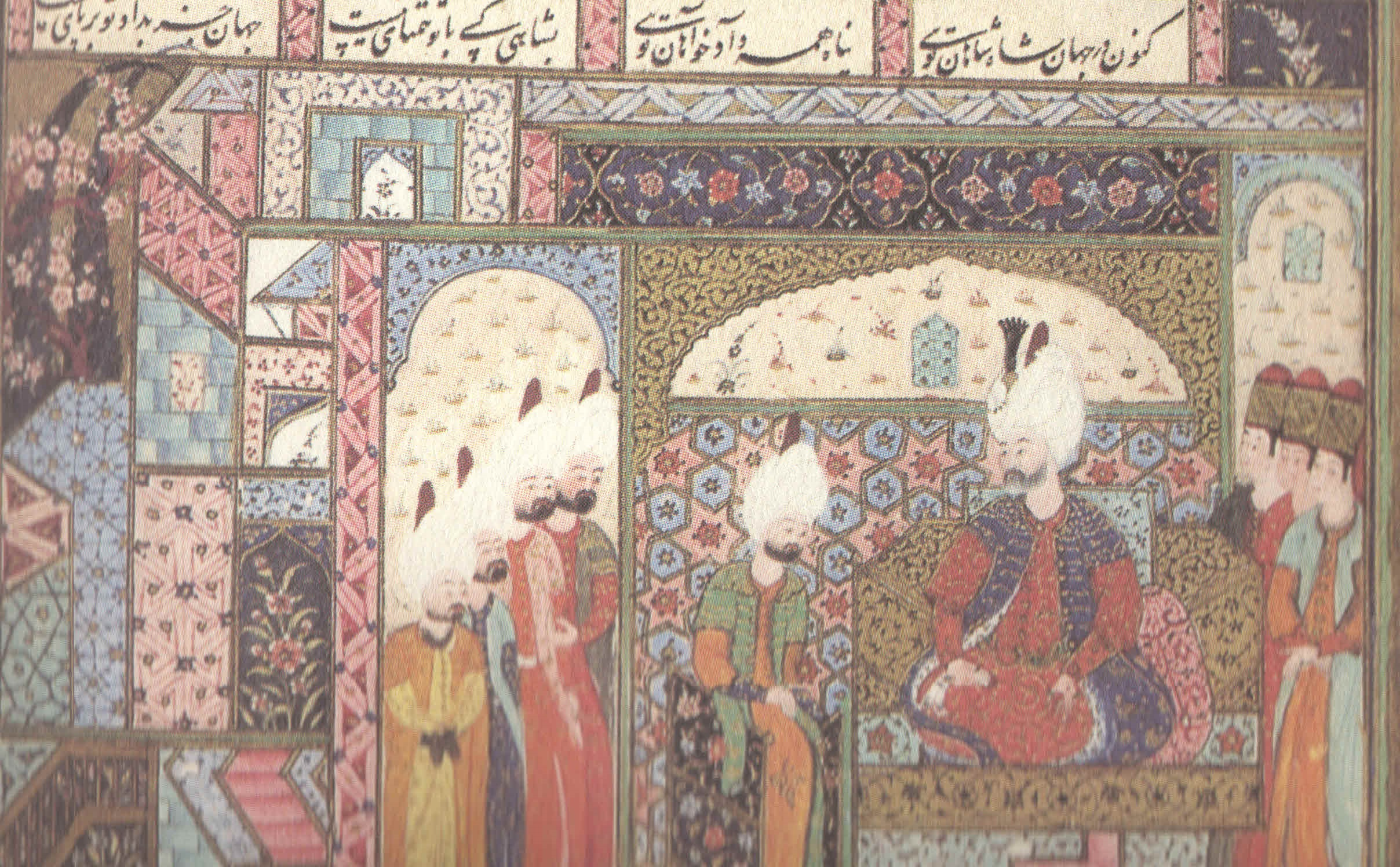
القاص ميرزا

## أحداث
- 29 ذو الحجة - الجيش العثماني بقيادة السلطان سليم الأول يهزم جيش المماليك بقيادة طومان باي بمعركة الريدانية قرب القاهرة وذلك بعد مقاومة عنيفة استمرت عدة أيام، وقد أدى ذلك إلى سيطرة سليم الأول على القاهرة وإعدام طومان باي شنقًا في إحدى ساحاتها العامة.

## مواليد
- القاص ميرزا

## وفيات
- قانصوه الغوري
- بالم سلطان
- حسين الكردي
- عائشة الباعونية